# Lijst van voetbalinterlands Canada - Polen (vrouwen)
Deze lijst van voetbalinterlands is een overzicht van alle officiële voetbalinterlands tussen de nationale vrouwenteams van Canada en Polen. De landen hebben tot nu toe één keer tegen elkaar gespeeld.

## Wedstrijden
| № | Plaats  | Datum            | Competitie        | Wedstrijd      | Uitslag |
| - | ------- | ---------------- | ----------------- | -------------- | ------- |
| 1 | Larnaca | 20 februari 2010 | Vriendschappelijk | Canada − Polen | 3 − 0   |

## Samenvatting
| Competitie        | Totaal gespeeld | Winst Canada | Gelijk | Winst Polen | Doelsaldo Canada – Polen |
| ----------------- | --------------- | ------------ | ------ | ----------- | ------------------------ |
| Vriendschappelijk | 1               | 1            | 0      | 0           | 3 − 0                    |
| Totaal            | 1               | 1            | 0      | 0           | 3 − 0                    |